# حمامیان

بوق
حَمامیان روستایی است از دهستان آختاچی شهرستان بوکان که در مسیر رودخانهٔ سیمینه‌رود قرار دارد. در کنار روستای حمامیان، مسجد قدیمی و نسبتاً سالم حمامیان و بقایای مدرسهٔ قدیمی حمامیان که هم‌اکنون قسمتی از کلاس‌های آن سالم مانده، قرار گرفته است. این روستا در «فاصلهٔ یک کیلومتری شهر بوکان» و منطقه امیرآباد بوکان قرار گرفته است.